# 大序醉鱼草
大序醉鱼草（学名：Buddleja macrostachya）为玄参科醉鱼草属的植物。分布在孟加拉国、缅甸、越南、泰国、印度、不丹以及中国大陆的贵州、西藏、四川、云南等地，生长于海拔900米至3,200米的地区，一般生长在山地疏林中或山坡灌木丛中。

## 别名
长穗醉鱼草（云南植物志） 白叶子（云南元江） 羊巴巴叶（云南景东） 锡金醉鱼草（西藏植物志）

## 异名
- Buddleja hookeri Marq.